# Concierto para piano y orquesta de cuerdas (Schnittke)
El Concierto para piano y orquesta de cuerdas (1979) de Alfred Schnittke es una pieza escrita en un solo movimiento, estrenada en San Petersburgo en 1979 por Vladimir Krainiev como solista y Alexander Dimitriev como director. A pesar de su estructura, la pieza es considerada como el tercer concierto para piano del compositor. El concierto está dedicado al mismo Krainiev.